# Grafenberg (Schorndorf)
Der Grafenberg ist eine 361 m ü. NN hohe Erhebung im nördlichen Stadtgebiet von Schorndorf in Baden-Württemberg. Er ist Namensgeber einer Weinlage im Weinbaugebiet Württemberg und Teil eines größeren Landschaftsschutzgebiets.

## Geographie
Der Grafenberg befindet sich knapp 2 km nordwestlich des Schorndorfer Marktplatzes circa 100 m über dem Remspegel. Westlich entwässert der Ramsbach die Bergflanke, (nord-)östlich der Schornbach. Die Rems selbst kommt dem Bergfuß in einer Schleife südöstlich auf etwa 500 m nahe.
Die Kuppe des Keuperbergs besteht aus härterem Kieselsandstein, während am Hang – von unten nach oben – folgende Gesteine oberflächlich anstehen: Gipskeuper, Schilfsandstein sowie Untere Bunte Mergel. Nach Nordwesten hin geht der Grafenberg mit sehr geringer Schartenhöhe (< 10 m) in die nächsthöhere Schichtstufe (Obere Bunte Mergel bzw. Stubensandstein) über.
Naturräumlich betrachtet liegt der Berg etwa auf der Grenze zwischen den Untereinheiten Berglen (Nummer 107.2) und Remstal (Nummer 107.1) innerhalb der Haupteinheit Schurwald und Welzheimer Wald (Nummer 107).
Südlich und östlich berührt die vierspurig ausgebaute Bundesstraße 29 den Fuß der Erhebung und wird dabei durch einen, den östlichen Ausläufer des Grafenbergs im Bereich des Gipskeupers durchstoßenden, 260 m langen Tunnel geführt (Grafenbergtunnel).
Wenige Meter vom höchsten Punkt entfernt bietet ein Aussichtspunkt einen schönen Blick ins Remstal sowie auf den gegenüberliegenden Schurwald, insbesondere auf den Ottilien- und den Galgenberg. Nördlich befindet sich ein Wanderparkplatz, zu dem eine schmale Straße von Schorndorf heraufführt.

## Weinbau

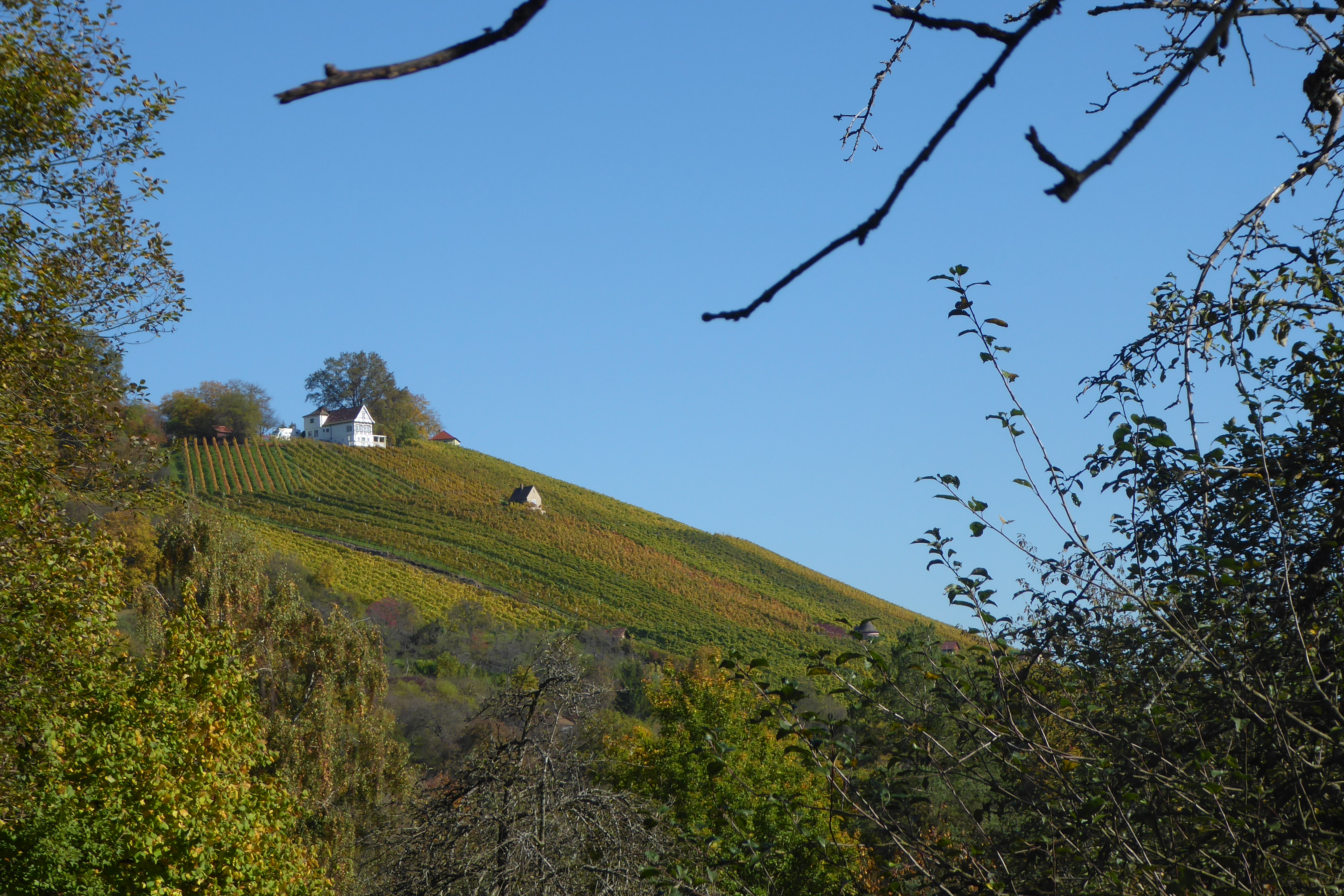
Grafenberg von Westen

Die Weinberge am Grafenberg wurden bereits 1290 erstmals erwähnt; der Name dürfte auf hiesigen Besitz der Württemberger Grafen zurückzuführen sein. Heute ist der Grafenberg unter dem Namen Schorndorfer Grafenberg die östlichste Weinlage im Remstal und der Großlage Korber Kopf zugeordnet; auch die Weinstöcke am benachbarten Sünchen gehören zu ihm. Dem Weinbau dienen heute nur noch die nach Süden und Südosten hin ausgerichteten Hänge; die Südwesthänge (Richtung Ramsbachtal) werden als Streuobstwiesen und Gärten genutzt.
Verschiedene Weingüter der Umgebung und genossenschaftlich organisierte Winzer bewirtschaften die Weinberge. Auch die Stadt Schorndorf verfügt über Flächen, die verpachtet sind und auf denen der Schorndorfer „Stadtwein“ wächst.

## Landschaftsschutzgebiet
Der Grafenberg ist Teil des großen Landschaftsschutzgebiets Zipfelbachtal, Korber Kopf, Buocher Höhe, Remstalhänge, Ramsbachtal und Grafenberg.

## Sonstiges
Die Grafenbergschule am Schorndorfer Berufsschulzentrum ist nach dem Berg benannt.